# Книга непокоя
«Кни́га непоко́я» (имеются другие переводы названия: «Книга неуспоко́енности», «Книга трево́г», «Книга смяте́ния», «Книга беспоко́йства» порт. Livro do Desassossego: Composto por Bernardo Soares, ajudante de guarda-livros na cidade de Lisboa) — произведение жанра антиромана или романа-эссе португальского писателя Фернандо Пессоа (1888—1935), создававшегося в 1913—1934 годах.
Сочинение представлено как «автобиография без фактов» Бернарду Суареша и предваряется предисловием Фернандо Пессоа, взявшим на себя лишь труд по изданию.
При жизни автора публиковались лишь отрывки; полностью опубликовано посмертно. Причисляется к жемчужинам современной португальской словесности.

Попадаются порой в Лиссабоне ресторанчики или харчевни, в которых над нижним этажом — лавкой, похожей на приличный трактир, возвышается мансарда, тяжеловесная и скромная, напоминающая кабачок в глухой деревушке без транспорта. В подобных надстройках, полных разве что по воскресеньям, можно наблюдать любопытные типы, безучастные лица, целый ряд персонажей из драмы жизни
.
Оригинальный текст (порт.)
Há em Lisboa um pequeno número de restaurantes ou casas de pasto em
que, sobre uma loja com feitio de taberna decente, se ergue uma sobreloja com uma
feição pesada e caseira de restaurante de vila sem comboios. Nessas sobrelojas,
salvo ao domingo pouco frequentadas, é frequente encontrarem-se tipos curiosos,
caras sem interesse, uma série de apartes na vida
.

— Фернандо Пессоа, Книга непокоя, 
 перевод И. Фещенко-Скворцовой.

## Переводы названия
В русском языке любой антоним слова «покой» не равнозначен порт. desassossego и не обладает всеми оттенками его смысла:
- «Книга тревог» — при переводе фрагментов Т. В. Родименко[3] и в вступлении А. М. Гелескула («ИЛ», 1988, № 11)
- «Книга неуспокоенности» — принятое в отечественном литературоведении название Б. В. Дубина[4] («ИЛ», 1997, № 9)
- «Книга смятения» — перевод названия О. А. Овчаренко[5]
- «Тревожная книга» — название О. А. Сапрыкиной[6]
- «Книга беспокойства» — вариант Д. Кокорина (2010)[К 1], Е. С. Тейтельбаум (2014)[7] и Г. Клочковского[8]
- «Книга непокоя» — название первого полного издания на русском языке в переводе И. Фещенко-Скворцовой

О трудности перевода португальского названия писал переводчик издания на английском языке Ричард Зенит (Richard Zenith) в 1991 году: «со временем меняется даже значение слова англ. disquietude». Слово «беспокойство» (порт. desassossego) в названии заставляет вспомнить о «мире и покое», «спокойствии» (порт. sossego) из стихов гетеронима Фернандо Пессоа Алберту Каэйру. В русском издании перевод порт. desassossego как «беспокойство» встречается гораздо чаще, чем титульный «непокой». В самом произведении оппозиция покой — беспокойство в разных местах текста имеет самые разные оттенки в широком диапазоне контекстных смыслов: от сиюминутного внутреннего спокойствия и внешнего покоя природы, до покоя, когда «будто мир заканчивается», вплоть до нирваны вне времени и пространства, когда душа как будто бы и не существовала. Возможно, что такое мироощущение микрокосма в макрокосме создавалось под влиянием наставника гетеронимов Пессоа Алберту Каэйру, и, как следует из текста, Соареш/Пессоа стремился к отрешению от мирской суеты.
- «Воцарились покой и тишина, и дождь падал, точно в кошмарном сне. <…> Посыльный беспокойно задвигался в глубине дома».
- «Остаюсь один и спокойный. <…> Я чувствую себя свободным, словно перестал существовать, сохраняя при этом сознание».

Такие же ощущения когда-то передал иными словами Лермонтов: «но не тем спокойным сном могилы». Созвучна такому настроению оценка Эдуарду Лоуренсу в передаче Ирины Фещенко-Скворцовой того, что мы слышим «голос, какой ближе к безмолвию, к непрозрачности, к неска́занному и несказа́нному в существовании, которое мы воображали поэтом Фернандо Пессоа».

## История создания
Первый фрагмент задуманного произведения Na floresta do alheamento («В лесу отчуждения») увидел свет в 1913 году. Второй отрывок появился в печати через 16 лет — в апреле 1929 года. 22 марта того же года был написан текст заключительной и наиболее напряжённой фазы создания произведения. С 1929 по 1932 год были изданы следующие 11 отрывков. С 1913 по 1932 год Пессоа смог опубликовать лишь 12 фрагментов-отрывков так и не вышедшей при его жизни книги. После его смерти был обнаружен набитый неопубликованными материалами бабушкин сундук. «Сундук, полный людей», как назвал это «хранилище» итальянский исследователь творчества Фернандо Пессоа Антонио Табукки, содержал конверт с надписью Livro do Desassossego, где находилось около 300 фрагментов неоконченной книги. Впоследствии учёные определили, что ещё более 200 отрывков также относятся к данному сочинению. Рукописными (чернильной ручкой или карандашом) и машинописными текстами заполнены фирменные бланки, обратные чистые стороны почтовых конвертов, бланков телеграмм, календарных листов и книжных страниц. Встречаются записи, набросанные даже поверх печатного текста книжных страниц. Например, часть предисловия (L do D (Prefacio)) напечатана на пишущей машинке на оборотной стороне бланка фирмы A. Xavier Pinto & C.ª. Повествование всегда ведётся от первого лица. Авторская датировка большей частью отсутствует.
Долгое время исследователи разбирали наследие писателя. Первое полное издание «Книги беспокойства» (Livro do Desassossego) на языке оригинала вышло посмертно в 1982 году. Общее количество фрагментов в некоторых изданиях Ричарда Зенита достигает 481, когда составитель публиковал только тексты с пометкой L d. D (Livro do Desassossego). Число отрывков (включая письма) варируется в различных изданиях: 531 у Ж. ду Праду Коэлью (1982), 748 у Т. Собрал Куньи (2008), 568 у Р. Зенита (2012) и 661 у Х. Пизарро (2010).

## Авторство
Первый фрагмент из «Книги беспокойства» вышел в журнале «А́гия» («Орёл» — порт. A Águia, № 20 за август 1913 года) и был подписан именем самого Фернандо Пессоа, когда ещё не появились ни прозаические авторы-гетеронимы самого сочинения (Висенте Гедеш (Vicente Guedes), барон де Тейве (Barão de Teive) и Бернарду Суареш), ни более разработанные основные поэтические гетеронимы (А́лвару де Кампуш, Алберту Каэйру и Рикарду Рейш). Несмотря на это при составлении изданий Р. Зенит и Ж. ду Праду Коэлью приписывают этот фрагмент Бернарду Суарешу, Т. С. Кунья — Висенте Гедешу, а Х. Пизарро атрибутирование не указывает. В то время как главные гетеронимы Пессоа были поэтами, четвёртый из них — Бернарду Суареш, «помощник бухгалтера из города Лиссабона» — «писал» прозу. Он был настолько близок личности Пессоа, что тот сам называл его своим полугетеронимом и заявил составителем своей «автобиографии без фактов». Перед искушённым читателем встаёт один из многочисленных парадоксов португальского писателя: в реальности Бернарду Суареш стал одним из авторов книги с 1928 или 1929 года, но в предисловии Пессоа-ортоним писал, что познакомился с помощником бухгалтера в кафе во время публикаций «Орфея», то есть в 1915 году, когда вышли первые два номера журнала (№ 3 издан посмертно в 1983 году).
Тереза Собрал Кунья (Teresa Sobral Cunha), одна из составителей первого полного издания книги (1982), предполагает существование двух авторов: Висенте Гедеш «писал» в 1910-х и 1920-х годах, а в завершающем периоде конца 1920-х и в 1930-х годах «сочинял» Бернарду Суареш. В этом случае сам Пессоа мог бы выступить против кавычек — его личность настолько растворялась в гетеронимах, что он считал их более реальными творцами своих сочинений, чем самого себя.
Вскоре, в 1986 году, вышла новая редакция Антониу Куадруша (António Quadros), не без оснований полагавшего, что тексты первой фазы их составления действительно создал Пессоа, а написанные в виде дневниковых записей фрагменты принадлежали Бернарду Суарешу.
В издании Ричарда Зенита, с которого сделан первый полный русский перевод, основному тексту предшествует вступление Фернандо Пессоа. В настоящее время все части книги издаются за подписью Пессоа-ортонима, но их авторство приписывается Бернарду Суарешу. Фернандо Пессоа продолжает мистифицировать читателей выдавая собственную «автобиографию без фактов» за автобиографию своего полугетеронима Бернарду Суареша, записи которого собирался издать Пессоа-ортоним. Исследователи творчества Фернандо Пессоа Херонимо Пизарро (составитель одного из последних изданий), Мария де Глориа Падран, Лейла Перроне Мойзеш, Эдуарду Лоуренсу уверены, что «тексты „Книги непокоя“ представляют собой развивающийся синтез всего литературного наследия Пессоа, некий „микрокосм множественности“ этого текстуального универсума», в котором также звучат голоса поэтических гетеронимов писателя: А́лвару де Кампуша, Алберту Каэйру и Рикарду Рейша. Вольно или невольно Пессоа частично выполнил задачу по воплощению супер-Камоэнса — в настоящее время издатели, редакторы, составители и читатели являются соавторами его творения.

## Оценки
Е. С. Тейтельбаум рассматривает поэзию и прозу Пессоа как форму философии, в которой португальский писатель предвосхитил идеи Витгенштейна, Деррида и Делёза, а о его романе-эссе отмечает следующее:

Кроме того, за несколько десятилетий до Жака Деррида Пессоа воплотил в своем творчестве его знаменитый тезис о несуществовании внетекстовой реальности. Квинтэссенцией философии Пессоа является писавшаяся им на протяжении двадцати лет «Книга беспокойства» — «биография без фактов», книга-хаос, книга без структуры, без центра, релятивизирующая все, даже само понятие относительности, отражение мира, сведенного к фрагментам, не способным собраться в Целое, просто текст о тексте, без каких бы то ни было связей, постмодернистский кошмарный сон. «Все, что человек выражает или высказывает, — всего лишь пометка на полях текста, от которого ничего не осталось. По смыслу пометки мы более или менее можем догадаться о том, что за текст это был; но сомнение неизбежно, и возможных смыслов — множество» [11, 164]. «Книга беспокойства» — отражение и воплощение микрокосмоса Фернандо Пессоа, существовавшего в множественности своих масок-гетеронимов, часто противоречащих друг другу и самим себе.
— Е. С. Тейтельбаум, 
 Опыт философского анализа феномена Фернандо Пессоа.
Бартоломью Риан (Bartholomew Ryan) в своём анализе мифологизации изгнанного «я» упоминает ряд работ, в которых сравнивается творчество Джеймса Джойса и Фернандо Пессоа. Этот вопрос был поднят в краткой статье Алфреду Маргариду (Margarido, Alfredo. Fernando Pessoa, James Joyce e o Egipto, 1988). Обсуждение темы продолжили Дэвид Батлер (Butler, David. Joyce e Pessoa: autores da polifonia, 2004) и Карлуш Сейя (Ceia, Carlos. Modernism, Joyce, and Portuguese Literature, 2006). Затем Б. Риан в статьях 2013 года находил связь между философией Кьеркегора, Пессоа (Into the Nothing with Kierkegaard and Pessoa) и Джойса (James Joyce: negation, Kierkeyaard, wake and repetition). Исследователь указывает на родственные связи романов «Портрет художника в юности», «Улисс» и «Поминки по Финнегану» с романом-эссе Пессоа; упоминает видимую параллель между перевоплощениями Джойса в Стивена Дедала или Леопольда Блума, а Пессоа — в Бернарду Суареша или А́лвару де Кампуша. Риан видит такое перевоплощение (англ. othering) как воплощение alter ego в существующую только в литературном мире личность. Формальная параллель заключается в длившейся десятилетиями работе над своими сочинениями. Изгнание собственного «я» и его расщепление в множественные личности предоставляет писателям многоуровневые перспективы, а мечтательность даёт путь к свободе. Джойса и Пессоа сближает отношение к Малларме как предтече собственного постсимволизма, изображение моря, как символа и их бездомность при освоении новых ландшафтов при помощи воображения. Подводя итоги, исследователь делает вывод о близости мировоззрений Джойса и Пессоа, отражённых в их комментариях о творческом процессе, восприятии рассуждений об искусстве и религии, как скучном занятии, состязании с Шекспиром, и занимаемом в модернизме месте.
Книга внесена во Всемирную библиотеку по голосам 100 авторов из 54 стран. По данным Фещенко-Скворцовой в Португалии книга переиздавалась около 30 раз с 1961 (фрагменты) по 2013 год, в Бразилии — 18 раз. Публикации переводов в других странах:
- 9 — в Испании
- 5 — в Великобритании, США и Франции
- 4 — в Швейцарии
- 3 — в Италии и Швеции
- 2 — в Венгрии, Германии, Голландии, Греции, Израиле, Польше, Чехии и Японии
- 1 — в Болгарии, Дании, Индии, Китае, Марокко, Норвегии, Румынии, Словении, Турции, Финляндии и Хорватии[29].

## Публикации
На языке оригинала
- Pessoa F. «Na Floresta do Alheamento» // Livro do Desassossego :  [порт.] / Fernando Pessoa. — A Águia. — 1913. — Vol. 2, no. 20. — P. 38–42.
- Pessoa F. «Do "Livro do Desasocego" composto por Bernardo Soares, ajudante de guarda-livros na cidade de Lisboa» // Livro do Desassossego :  [порт.] / Fernando Pessoa. — A Revista. — 1929. — No. 1. — P. 8.
- Pessoa F. «Trecho do "Livro do Desasocego", composto por Bernardo Soares, ajudante de guarda-livros na cidade de Lisboa» // Livro do Desassossego :  [порт.] / Fernando Pessoa. — A Revista. — 1929. — No. 2. — P. 25.
- Pessoa F. «Outro trecho do "Livro do Desasocego", composto por Bernardo Soares, ajudante de guarda-livros na cidade de Lisboa» // Livro do Desassossego :  [порт.] / Fernando Pessoa. — A Revista. — 1929. — No. 4. — P. 42.

Первое неполное издание
- Pessoa F. Livro do Desassossêgo – páginas escolhidas :  [порт.] / edição de Pedro Veiga. — Porto : Arte & Cultura, 1961. — 94 p.

Первая полная публикация
- Pessoa F. Livro do Desassossego por Bernardo Soares :  [порт.] : in 2 vol. / edição, prefácio e organização de Jacinto do Prado Coelho, recolha e transcrição dos textos de Maria Aliete Galhoz e Teresa Sobral Cunha. — Lisboa : Edições Ática, 1982.

Важнейшие редакции и последние издания (не считая переизданий)
- Pessoa F. Livro do Desassossego :  [порт.] : in 2 vol. / edição de António Quadros. — 1.ª edição. — Lisboa : Publicações Europa-América, 1986. — 318; 115 p. — ISBN 9721013005.
- Pessoa F. Livro do Desasocego :  [порт.] : in 2 vol. / apresentação e edição de Jerónimo Pizarro, coordenação de Ivo Castro. — Lisboa : INCM - Imprensa Nacional Casa da Moeda, 2010. — Tomo I - 516 p., Tomo II - 1098 p. — ISBN 978-972-27-1849-3.
- Pessoa F. Livro do Desassossego :  [порт.] / edição de Richard Zenith. — 3.ª edição. — São Paulo : Companhia das Letras, 2011. — 544 p. — ISBN 978-85-359-1943-1.
- Pessoa F. Livro do Desassossego :  [порт.] / edição, prefácio e organização de Teresa Sobral Cunha. — 5.ª edição. — Lisboa : Relógio d’Água, 2013. — 581 p. — ISBN 978-972-641-397-2.
- Pessoa F. Livro do Desassossego :  [порт.] / edição, prefácio e organização de Richard Zenith. — 11.ª edição. — Lisboa : Assírio & Alvim, 2014. — 480 p. — ISBN 978-972-37-1787-7.
- Pessoa F. Livro do Desassossego :  [порт.] / edição, prefácio e organização de Jerónimo Pizarro. — 3.ª edição. — Lisboa : Tinta-da-China, 2014. — 608 p. — ISBN 978-989-671-180-1.
- Pessoa F. Livro(s) do Desassossego / por Vicente Guedes, Barão de Teive e Bernardo Soares; edição de Teresa Rita Lopes. — 1.ª edição. — São Paulo: Global Editora, 2015. — 472 p. — ISBN 9788526022065.
- Pessoa F. Livro do Desassossego composto por Bernardo Soares, ajudante de guarda-livros na cidade de Lisboa :  [порт.] / edição, prefácio e organização de Richard Zenith. — Lisboa : Assírio & Alvim, 2019. — 480 p. — ISBN 978-972-37-1787-7.

Первый полный перевод на русский язык
- Пессоа, Фернандо. Книга непокоя = Livro do Desassossego / Фернандо Пессоа, перевод с португ. И. Фещенко-Скворцова. — М.: Ад Маргинем Пресс, 2016. — 488 с. — ISBN 978-5-91103-263-0. Архивировано 1 июля 2018 года.
- Пессоа, Фернандо. Книга непокоя / Фернандо Пессоа, перевод с португ. Александр Дунаев. — М.: Ад Маргинем Пресс, 2018. — 456 с. — ISBN 978-5-91103-433-7.

В 2017 году был открыт электронный ресурс Arquivo LdoD содержащий архив, статьи, критические издания романа наиболее значимых редакций в составлении Prado Coelho (1982), Sobral Cunha (2008), Zenith (2012) и Pizarro (2010).

## Комментарии
1. ↑  Такое название появилось, вероятно, в 2009 году. Под названием «Книга беспокойства» с 2010 до 2017 года Денис Кокорин разместил в ЖЖ переводы 17 фрагментов.

### Видео
- Беседa Ирины Фещенко-Скворцовой в Иберо-американском культурном центре, с презентацией Татьяны Юдовой, 13 октября 2020 года.
- «Книга непокоя» и Лиссабон Фернандо Пессоа 1:26:20.
- (порт.) Книге непокоя, RTP Ensina, Grandes Livros. Companhia de Ideias, 2009.
- «O Livro do Desassossego», de Fernando Pessoa 48:02.